# Amanece
Amanece è un singolo del rapper portoricano Anuel AA, pubblicato il 13 dicembre 2018.

## Tracce
1. Amanece – 3:10